# 愛媛県立松山南高等学校
愛媛県立松山南高等学校（えひめけんりつまつやまみなみこうとうがっこう）は、愛媛県松山市に位置する県立高等学校。

## 概観
文部科学省のスーパーサイエンスハイスクール (SSH) に指定されており、平成14年度の理数科入学生と科学系部活動に所属する生徒を主対象に、平成16年度までの3年間さまざまな活動に取り組んだ。その成果をさらに発展させるべく、平成17年度からの新規SSH（5年間）事業にも改めて指定された。また、平成22年度からもSSH（5年間）事業に指定され、さらに、平成27年度から新たにSSH(5年)事業が指定された。事業開始初年度から現在まで継続して指定校となっている。

## 沿革
（沿革節の主要な出典は公式サイト）
- 1891年（明治24年） - 私立愛媛県高等女学校として設立。
- 1896年（明治29年） - 私立愛媛実業女学校と改称。
- 1898年（明治31年） - 私立愛媛高等女学校と改称。
- 1901年（明治34年） - 愛媛県立松山高等女学校として県立に移管。
- 1948年（昭和23年） - 愛媛県立松山第二高等学校と改称。
- 1949年（昭和24年） - 愛媛県立松山工業高等学校、愛媛県立伊予農業高等学校を併合し愛媛県立松山南高等学校（本校、工業部、伊予分校、上灘分校）として開校。
- 1952年（昭和27年） - 伊予分校が愛媛県立伊予農業高等学校として独立。
- 1954年（昭和29年） - 工業部が愛媛県立松山工業高等学校として独立。
- 1957年（昭和32年） - 上灘分校廃止。
- 1962年（昭和37年） - 愛媛県立砥部高等学校を併合し砥部分校とする。

## 姉妹校
- 台北市立建国高級中学（臺北市立建國高級中學）
- 新北市立鶯歌高級工商職業学校（新北市立鶯歌高級工商職業學校。砥部分校の姉妹校)

## 著名な出身者

### 政治・行政
- 白石勝也 - 前松前町長
- 野志克仁 - 第30代松山市長、元南海放送アナウンサー

### 財界
- 小笠原浩 - 安川電機社長、日本ロボット工業会会長
- 清水一郎 - 伊予鉄グループ社長

### 法曹
- 門上千恵子 - 日本初の女性検事

### 学者
- 一色浩一郎 - 経営学者
- 大政謙次 - 東京大学名誉教授
- 桑原真人 - 日本史学者。元札幌大学学長

### 文学
- 今井つる女 - 俳人
- 岡山典弘 - 三島由紀夫研究家、作家、エッセイスト
- 城戸久枝 - ノンフィクション作家
- 長尾誠夫 - 小説家
- 堀内律子 - 俳人
- 吉野義子 - 俳人

### 芸術
- 石本藤雄 - テキスタイルデザイナー
- 栗坂祐輝 - 放送作家、CMプランナー、脚本家、ディレクター
- 斉田正子 - ソプラノ歌手
- 芝城太郎 - 漫画家、俳優
- 濱田亨 - 画家

### 芸能
- 伊丹十三 - 映画監督、俳優、エッセイスト
- 大内照子 - 女優
- かんちゃま - お笑い芸人
- 横山たかし・ひろし - 漫才師

### マスコミ
- 天野祐吉 - コラムニスト
- 金野純子 - 元あいテレビキャスター
- 上島嘉郎 - ジャーナリスト
- 柴田奈津子 - 元フリーアナウンサー、元岡山放送アナウンサー
- 仙波紀子 - 元NHK松山局契約キャスター
- 永野彰子 - 南海放送アナウンサー
- 本田朋子 - フリーアナウンサー（元フジテレビアナウンサー）
- 松本直幸 - 南海放送アナウンサー
- 松山容子 - 元NHK松山局職員、女優
- 水口佳美 - 気象予報士、元愛媛朝日テレビアナウンサー

### スポーツ
- 上田亮三郎 - サッカー指導者
- 山内宏志 - サッカー審判員